# Merhippolyte americana
Merhippolyte americana is een garnalensoort uit de familie van de Hippolytidae. De wetenschappelijke naam van de soort is voor het eerst geldig gepubliceerd in 1961 door Holthuis.